# Moss Bros Group
Moss Bros Group PLC er et public limited company, der blev etableret i 1851 af Moses Moss i Covent Garden i London i Storbritannien. Det er et af Storbritanniens mest populære herreekviperingshandlere og er specialiseret i salg og udlejning af formelt tøj som jakkesæt. Virksomheden har over 150 butikker fordelt over hele Storbritannien. Den er registreret på London Stock Exchange og er en del af FTSE Fledgling Index.